# Яблонский, Андрей Эдуардович
Андре́й Эдуа́рдович Ябло́нский укр. Андрій Едуардович Яблонський; род. 10 марта 1976, Тернополь) — украинский футбольный арбитр Национальная категории.

## Краткая информация
Карьеру арбитра начал в 1999 году, когда стал обслуживать матчи между любительскими клубами Тернопольской области.
С 2007 года стал арбитром Первой лиги. В 2009 году получил звание арбитра первой категории и допущен к обслуживанию матчей Премьер-Лиги. В 2011 году присвоено звание арбитра Национальной категории.
С 2003 по 2016 год возглавлял судейский комитет Тернопольской области.